# Fort w Tarakanowie
Fort w Tarakanowie (Fort Zahorce, Fort Dubno) – carski fort zbudowany w latach 1873–1890 na Ukrainie na południe od wsi Tarakanów.

## Historia
Po III rozbiorze Polski, pod koniec XVIII wieku granica między cesarstwem rosyjskim a austriackim przebiegała przez Zbaraż – Brody – Beresteczko – Sokal. Celem obrony granic zachodnich rząd carski postanowił zbudować system fortyfikacji obronnych. W okolicy Dubna (3 km) do ochrony linii kolejowej Lwów – Kijów wzniesiono fortyfikacje, bardziej znane jako Fort Tarakanowski. Głównym ideologiem budowy kilku ufortyfikowanych obiektów stał się bohater obrony Sewastopola, inżynier wojskowy, fortyfikator adiutant Eduard Totleben. W 1873 r. na budowę fortu przeznaczono 66 mln rubli. Fort był intensywnie budowany w latach 70–80 XIX wieku. Oprócz kamienia i cegły stosowano w konstrukcji nowy wówczas materiał – beton. W 1890 r., fort odwiedził car Aleksander III z rodziną. Pierwszym sprawdzianem dla fortu była  I wojna światowa. Fortyfikacja ucierpiała znacznie latem 1916 r., podczas ofensywy Brusiłowa. Armia austriacka straciła fort, a walkach zginęło 200 żołnierzy pochowanych w pobliżu twierdzy. W 1920 r., w czasie wojny polsko-bolszewickiej, oddziałom Budionnego nie udało się wyprzeć z fortu wojsk polskich. 
W 1965 r. Ministerstwo Handlu ZSRR próbowało w forcie utworzyć magazyn produktów w puszkach. Prowadzono prace nad oczyszczaniem kazamat, wykonano półki, drzwi, oświetlenie, ale nadmierna wilgoć uniemożliwiła przechowywanie produktów. Karpacki Okręg Wojskowy próbował również utworzyć skład samochodowych części zamiennych. Prowadzone były czasochłonne prace przygotowawcze, ale porzucono ten pomysł z tych samych powodów. Obiekt wybudowany na 4 hektarach, posiada siedem podziemnych poziomów.

## Galeria

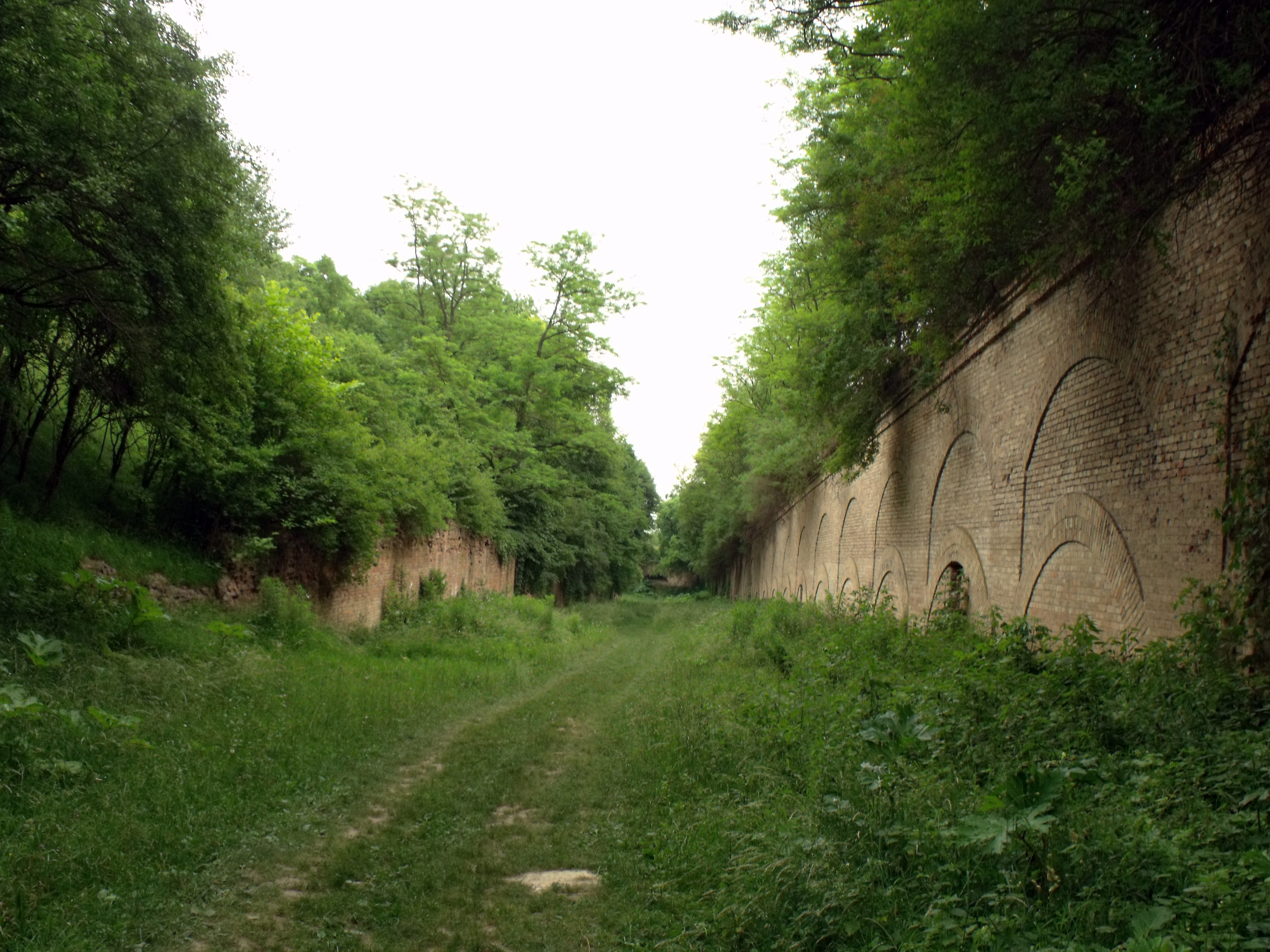
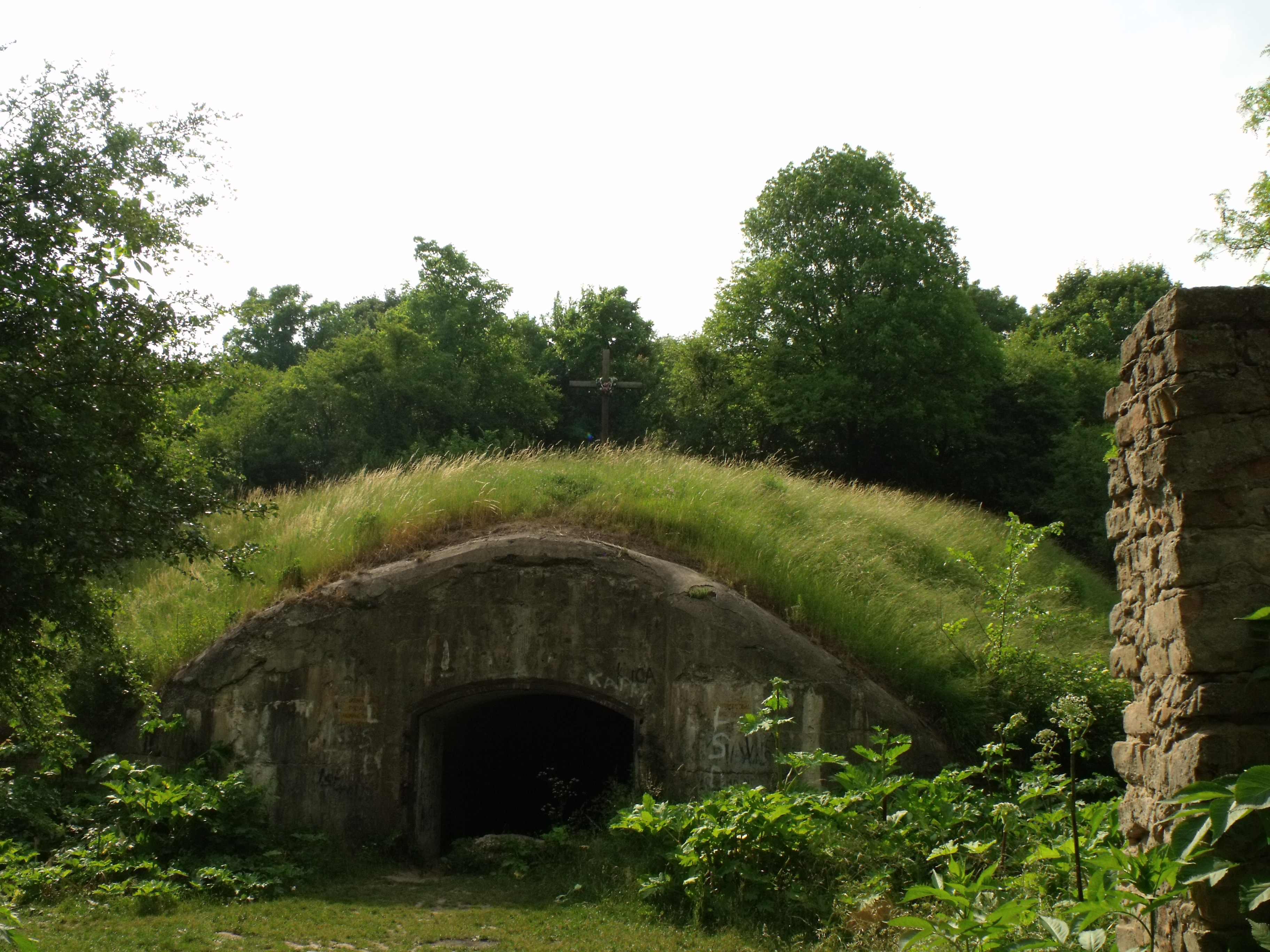
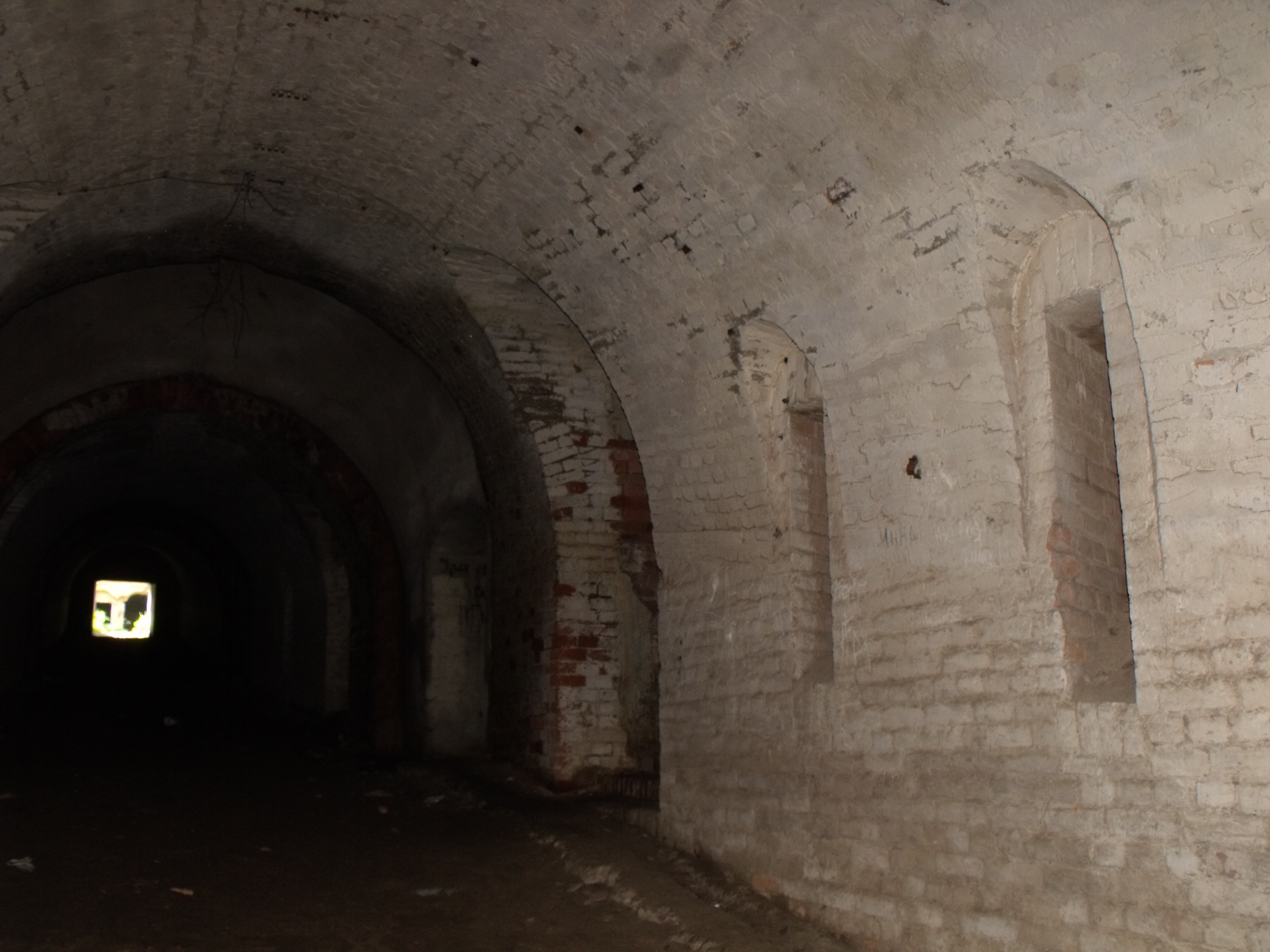
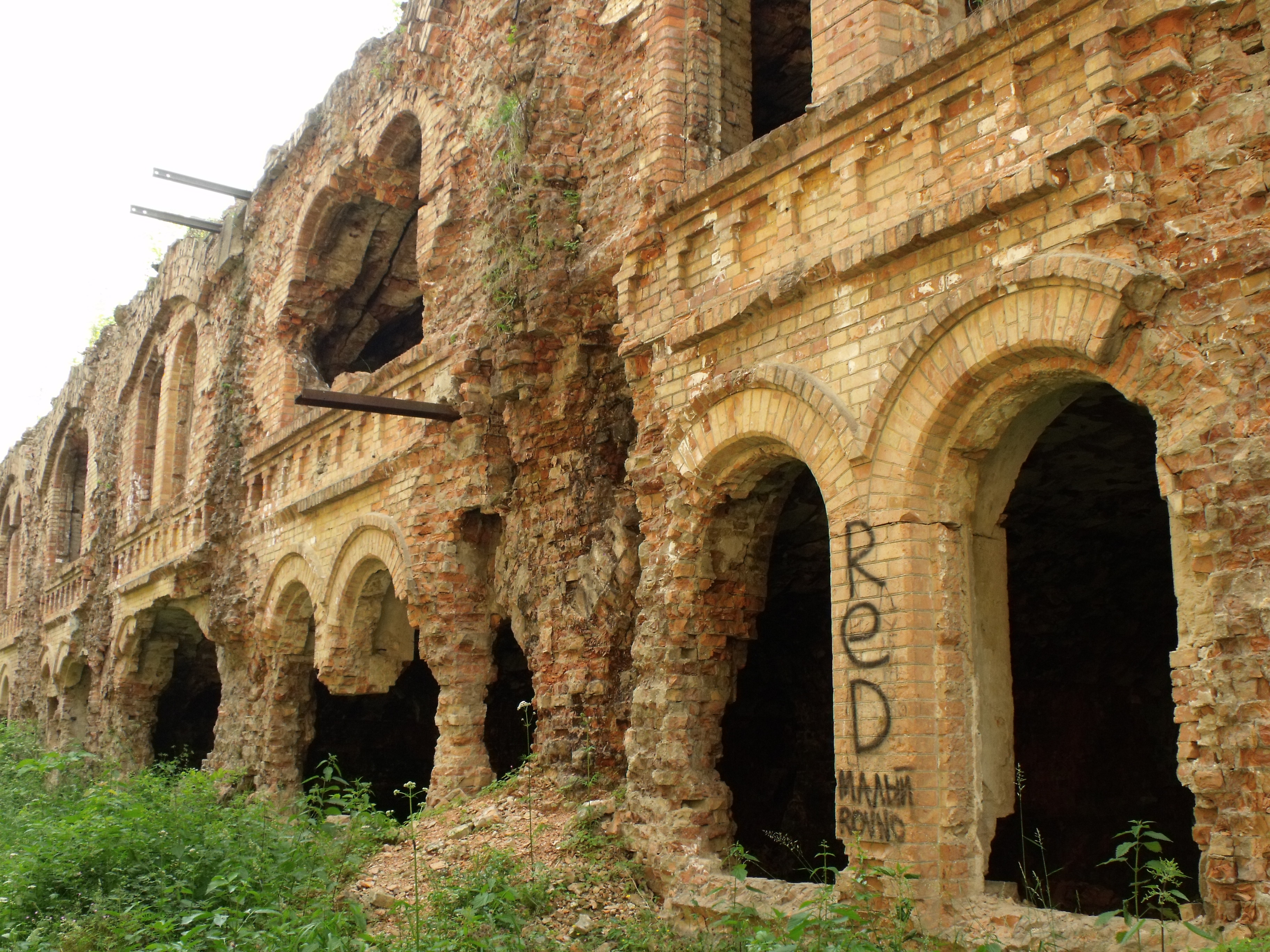
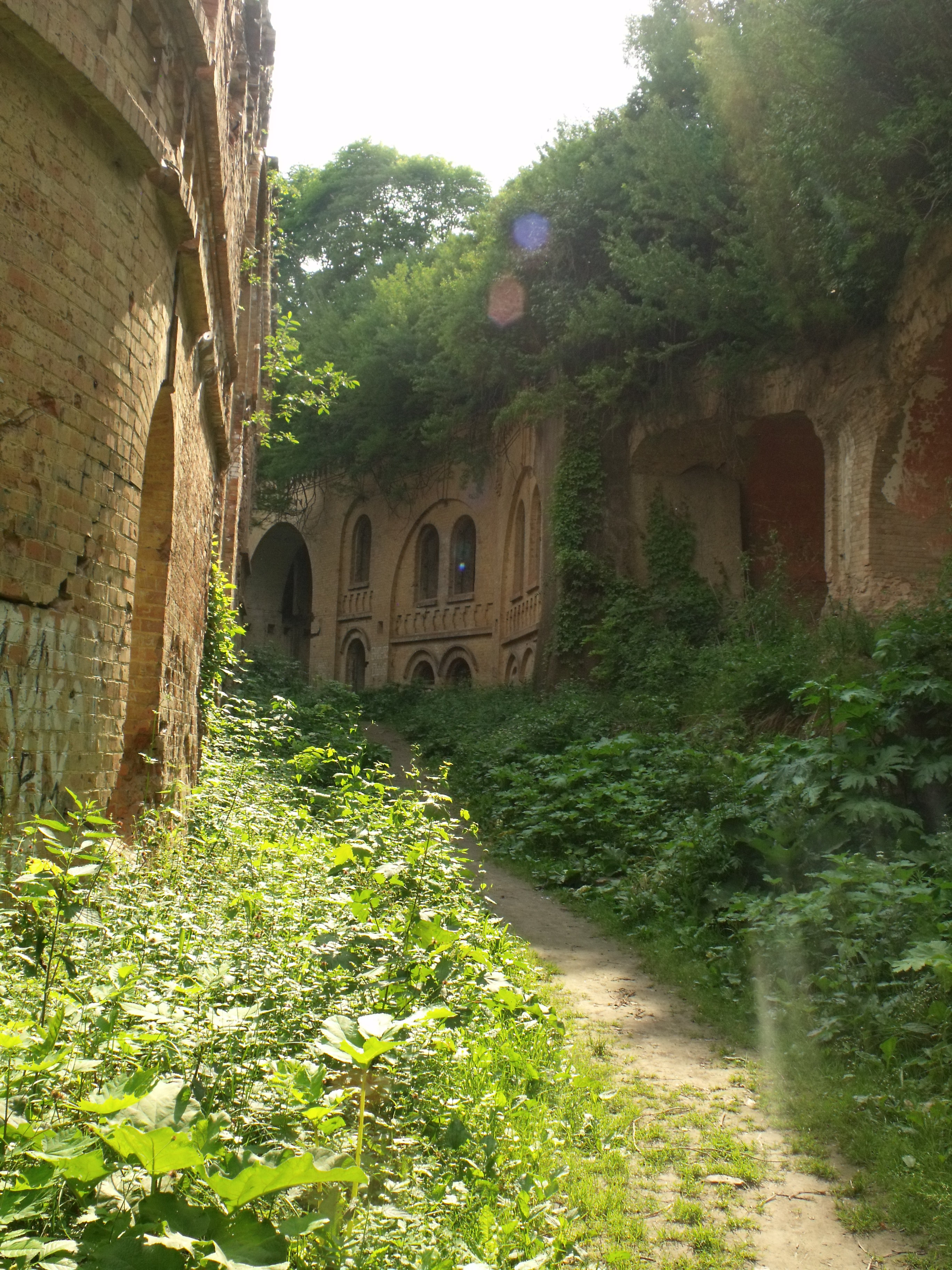
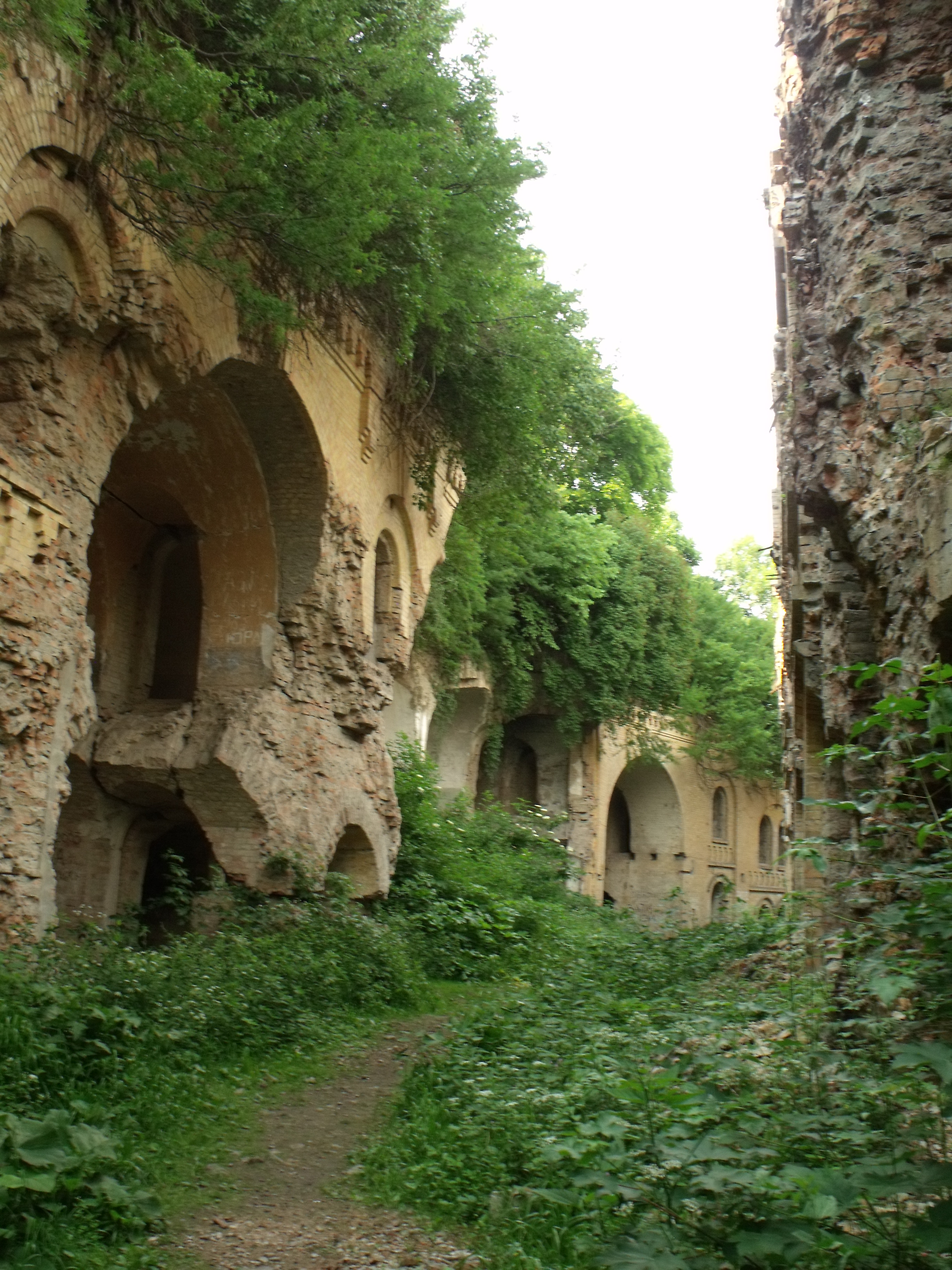
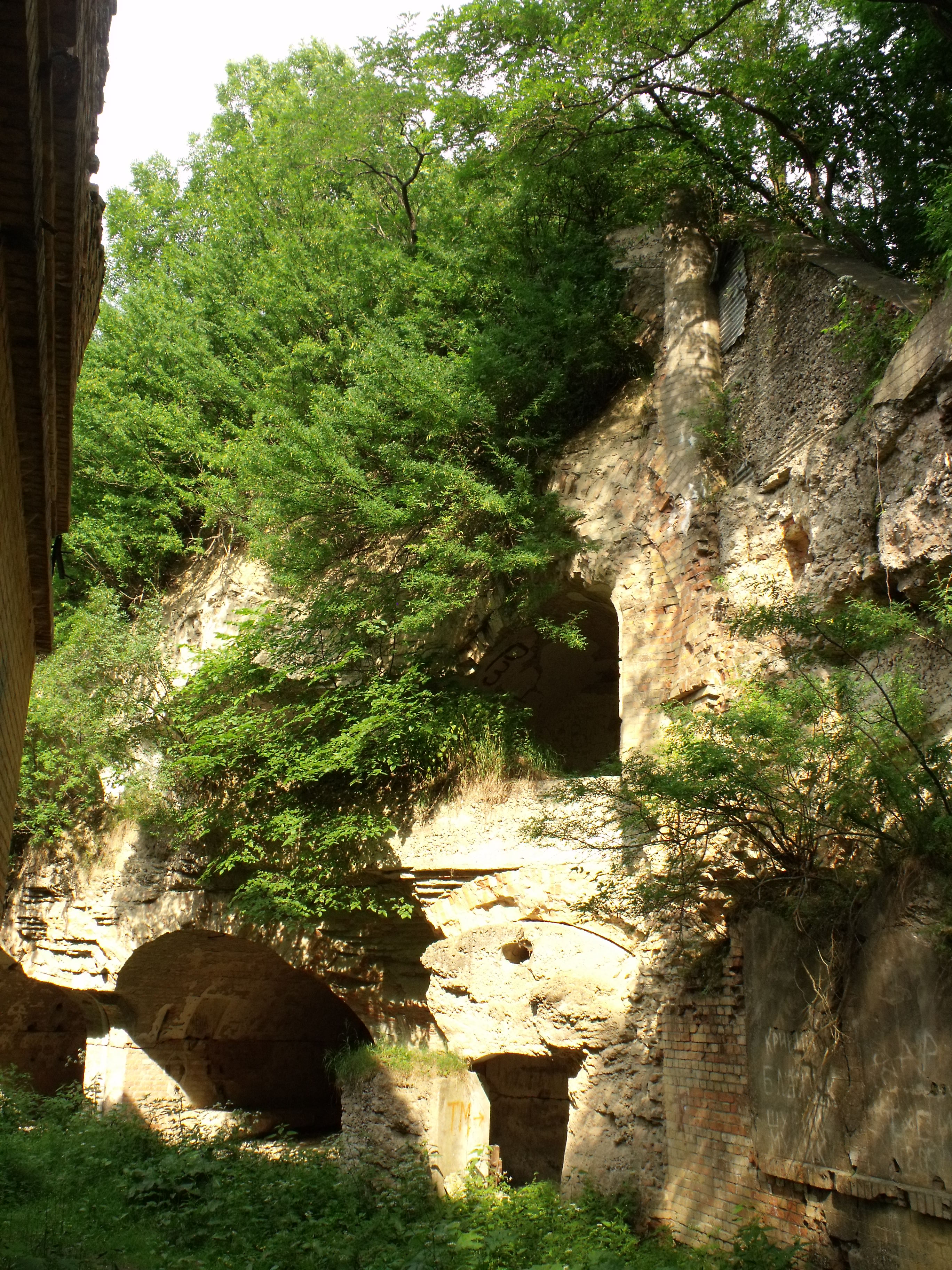
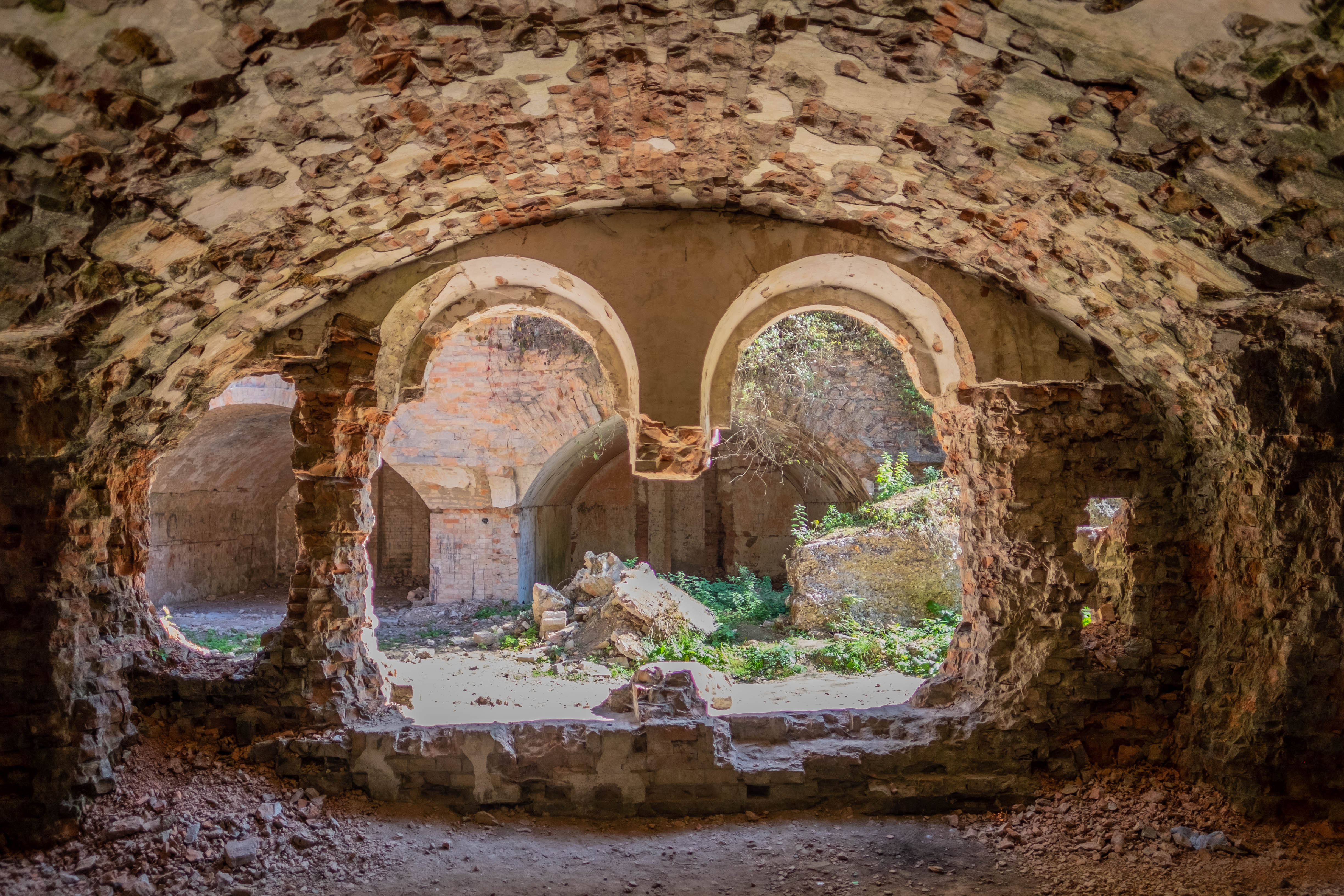
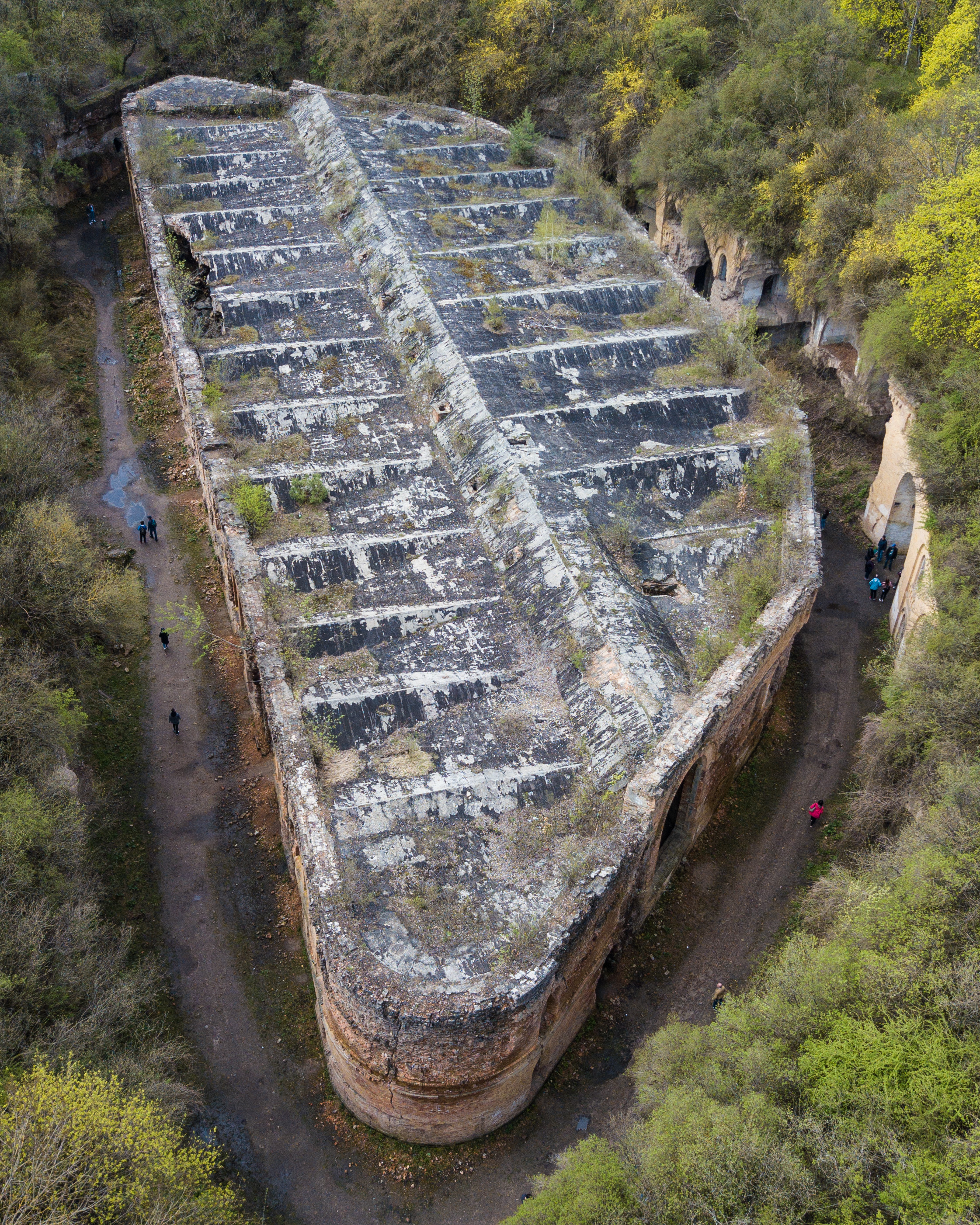